# Melrose (Minnesota)
Melrose é uma cidade localizada no estado americano de Minnesota, no Condado de Stearns.

## Demografia
Segundo o censo americano de 2000, a sua população era de 3091 habitantes.
Em 2006, foi estimada uma população de 3138, um aumento de 47 (1.5%).

## Geografia
De acordo com o United States Census Bureau tem uma área de
7,6 km², dos quais 7,3 km² cobertos por terra e 0,3 km² cobertos por água. Melrose localiza-se a aproximadamente 390 m acima do nível do mar.

## Localidades na vizinhança
O diagrama seguinte representa as localidades num raio de 12 km ao redor de Melrose.